# Iain Neil
Iain Neil (Glasgow, ...) è un ingegnere scozzese.

## Biografia
Iain A. Neil è nato a Glasgow, in Scozia, e si è laureato in fisica applicata alla Strathclyde University. Dopo aver lavorato per diverse società ha fondato una propria azienda, che fornisce consulenze e tecnologie a compagnie di tutto il mondo.
Il suo lavoro, particolarmente significativo per la realizzazione di lenti ottiche per le macchine da presa cinematografiche, lo ha portato ad essere la seconda persona, dopo Walt Disney, nella classifica dei premiati con l'Oscar, avendo vinto il premio per 12 volte. Trattandosi di premi tecnici, la vincita dell'Oscar non prevede la consegna della famosa statuetta, ma di una targa o un certificato.